# Nens grans
Nens grans (originalment en anglès, Grown Ups) és una pel·lícula de comèdia estatunidenca de 2010 dirigida per Dennis Dugan, escrita per Adam Sandler i Fred Wolf, i produïda per Jack Giarraputo i el mateix Sandler, que protagonitza la pel·lícula juntament amb Kevin James, Chris Rock, David Spade, Rob Schneider, Salma Hayek, Maria Bello i Maya Rudolph.
La pel·lícula explica la història de cinc amics de tota la vida que guanyen un campionat de bàsquet de l'institut el 1978. Es reuneixen tres dècades més tard per un cap de setmana del Dia de la Independència dels Estats Units després d'assabentar-se de la mort sobtada del seu entrenador de bàsquet. S'ha doblat al català.
Nens grans va ser produïda per Happy Madison Productions, productora de Sandler, i va ser distribuïda per Columbia Pictures. Tot i rebre crítiques desfavorables, va recaptar 271 milions de dòlars i va donar lloc a una seqüela, Nens grans 2, el 2013.

## Repartiment
- Adam Sandler com a Lenny Feder
  - Michael Cavaleri com a Lenny Feder de jove
- Kevin James com a Eric Lamonsoff
  - Andrew Bayard com a Eric Lamonsoff de jove
- Chris Rock com a Kurt McKenzie
  - Jameel McGill com a Kurt McKenzie de jove
- David Spade com a Marcus Higgins
  - Kyle Brooks com a Marcus Higgins de jove
- Rob Schneider com a Rob Hilliard
  - Joshua Matz com a Rob Hilliard de jove
- Salma Hayek com a Roxanne Chase-Feder
- Maria Bello com a Sally Lamonsoff
- Maya Rudolph com a Deanne McKenzie
- Joyce Van Patten com a Gloria Noonan
- Ebony Jo-Ann com a Mama Ronzoni
- Di Quon com a Rita
- Colin Quinn com a Dickie Bailey
  - Hunter Silva com a Dickie Bailey de jove